# ユー・ファウンド・ミー
ユー・ファウンド・ミー（You Found Me）は、ザ・フレイの4枚目のシングルである。セカンド・アルバム『ザ・フレイ』（2009年）からの先行シングル。オーストラリアのARIAチャートで1位を記録した。

## トラックリスト
- You Found Me

アメリカのドラマ『LOST』シーズン5のイメージソング。同ドラマからの映像を使用した長短2種類のミュージック・ビデオが、シーズン5開始前にiTunes Storeで無料配布された。
- The Great Beyond

R.E.M.のカヴァー。BBCラジオ1企画のオムニバス・アルバム『Radio 1 Established 1967』（2007年）に収録されていたもの。